# Park Narodowy Tyresta

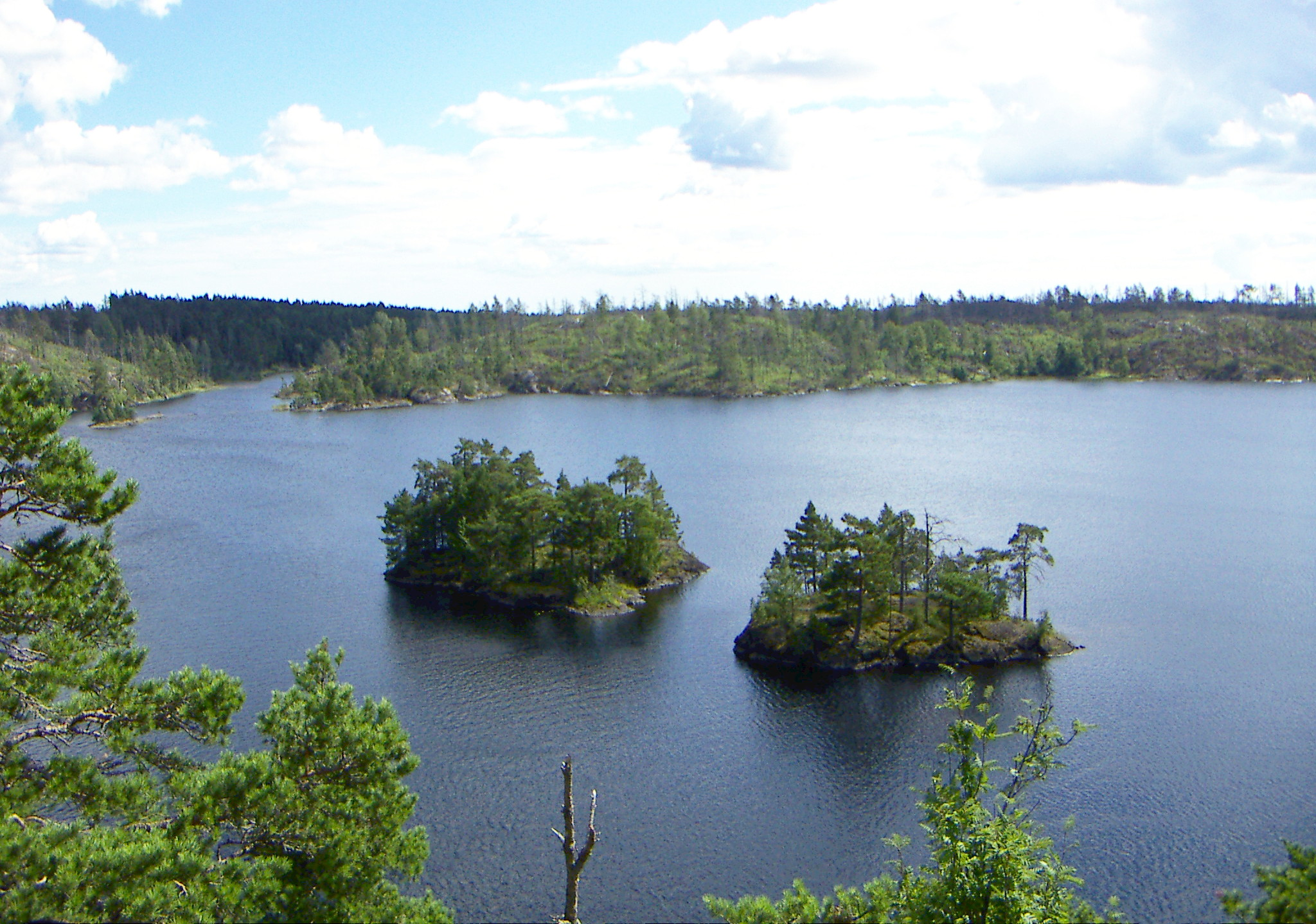
Jezioro Sten na terenie parku

Park Narodowy Tyresta (szw. Tyresta nationalpark) – park narodowy w Szwecji, położony na terenie gmin Haninge i Tyresö, w regionie Sztokholm. Został utworzony w 1993 w celu ochrony starych (ponad 400-letnich) drzewostanów sosnowych, czystych jezior oraz rzadkich gatunków roślin i zwierząt. Na terenie parku można zobaczyć głuszca (Tetrao urogallus), kilka gatunków sów oraz dzięciołów.
Znaczną część parku zajmują wąwozy z wypolerowanymi przez lodowiec zboczami. Około 600 milionów lat temu rozpoczął się proces erozji, którego efektem jest obecny wygląd tego terenu. Park położony jest 20 kilometrów od Sztokholmu.

## Szlaki
Na terenie parku wytyczono 55 km szlaków turystycznych. Jeden ze szlaków – Szlak Pierwotnego Lasu (szw. Urskogsstigen) przekształcono w ścieżkę dydaktyczną o długości 2,5 km. Prowadzi ona przez jeden z fragmentów lasu o cechach pierwotnych ze starodrzewem świerkowym.

## Pożar
W sierpniu 1999 około 4,5 kilometrów kwadratowych parku (10% powierzchni) spłonęło w pożarze. Opanowanie ognia zajęło strażakom ponad półtora tygodnia. Po ugaszeniu pożaru obszar, który uległ spaleniu, został objęty ścisłą ochroną. Centrum Informacji Parku Narodowego Tyresta organizuje wycieczki po pogorzelisku, pokazując negatywne i pozytywne efekty pożaru lasu.
W muzeum na terenie parku znajduje się stała ekspozycja omawiająca pożar i jego wpływ na lokalne środowisko przyrodnicze.
Główne wejście do parku znajduje się w pobliżu wsi Tyresta. Centrum Informacji Parku Narodowego Tyresta wraz z muzeum otwarto w czerwcu 1997. Ponadto na terenie parku znajduje się punkt informacyjny zwany Nationalparkernas hus.